# Джамбори (слёт скаутов)
Всемирный скаутский Джамбори (англ. World Scout Jamboree) — международный скаутский слёт, организуемый Всемирной организацией скаутского движения раз в четыре года (за исключением военных лет). Каждый раз проходит в разных странах мира, где существует скаутское движение. Как правило, принимают участие несколько десятков тысяч скаутов со всего мира, в возрасте 14-17 лет (не считая руководителей и организаторов).

## История
Этим словом называют большие слёты, на которых скауты показывают своё умение, соревнуются, повышают свою квалификацию, обмениваются опытом и знакомятся друг с другом. Проведение Джамбори раз в четыре года было заимствовано у Олимпийских игр. Исключением явился период между 1937 и 1947 годами из-за Второй мировой войны; также, в 1979 году Джамбори, которое должно было быть проводиться в Иране, было отменено из-за политических потрясений в этом регионе.
Первый Всемирный Джамбори состоялся в 1920 г., на родине организатора скаутского движения Баден-Пауэлла (по его же инициативе), в Лондоне на стадионе «Олимпия», в Гайд-парке, на берегу озера Серпентайн. В нём приняли участие 8000 скаутов из 34 стран мира. В последний день Джамбори, 6 августа 1920 года, Баден-Пауэлл был избран Главой всемирного скаутского движения — «Chief Scout of the World». После Всемирного скаутского Джамбори в Лондоне было создано Интернациональное бойскаутское бюро. Последний Джамбори, в котором принял участие Баден-Пауэлл, проходил в 1937 году в Голландии.
Первые семь Джамбори были проведены в Европе. Восьмой Всемирный Джамбори был проведён в Северной Америке, где заложилась традиция проведения Джамбори среди континентов. До сих пор не состоялось ни одного слёта на африканском континенте.
Наиболее многочисленный 3-й Джамбори было в 1929 году, когда более 50000 скаутов со всего мира собрались в Биркенхеде, на северо-западе Англии.
21-й всемирный Джамбори проходил в Хайлендс Парке в г. Челмсфорде, Великобритания, в августе 2007 году, и был приурочен к 100-летию основания скаутского движения. Принимающей страной было выбрано Соединённое Королевство, как родина скаутинга. На него съехалось более 40 тысяч молодых людей.
Кроме Всемирных скаутских проводятся региональные, национальные. Такие мероприятия, естественно, собирают меньшее количество людей. Так, EuroJam 2005 собрал 10,000 скаутов из Европы.
Всемирный Джамбори 2011 года состоялся в Швеции. В 2015 году будет проходить в Японии.

## Джамбори в воздухе

### Джамбори в эфире

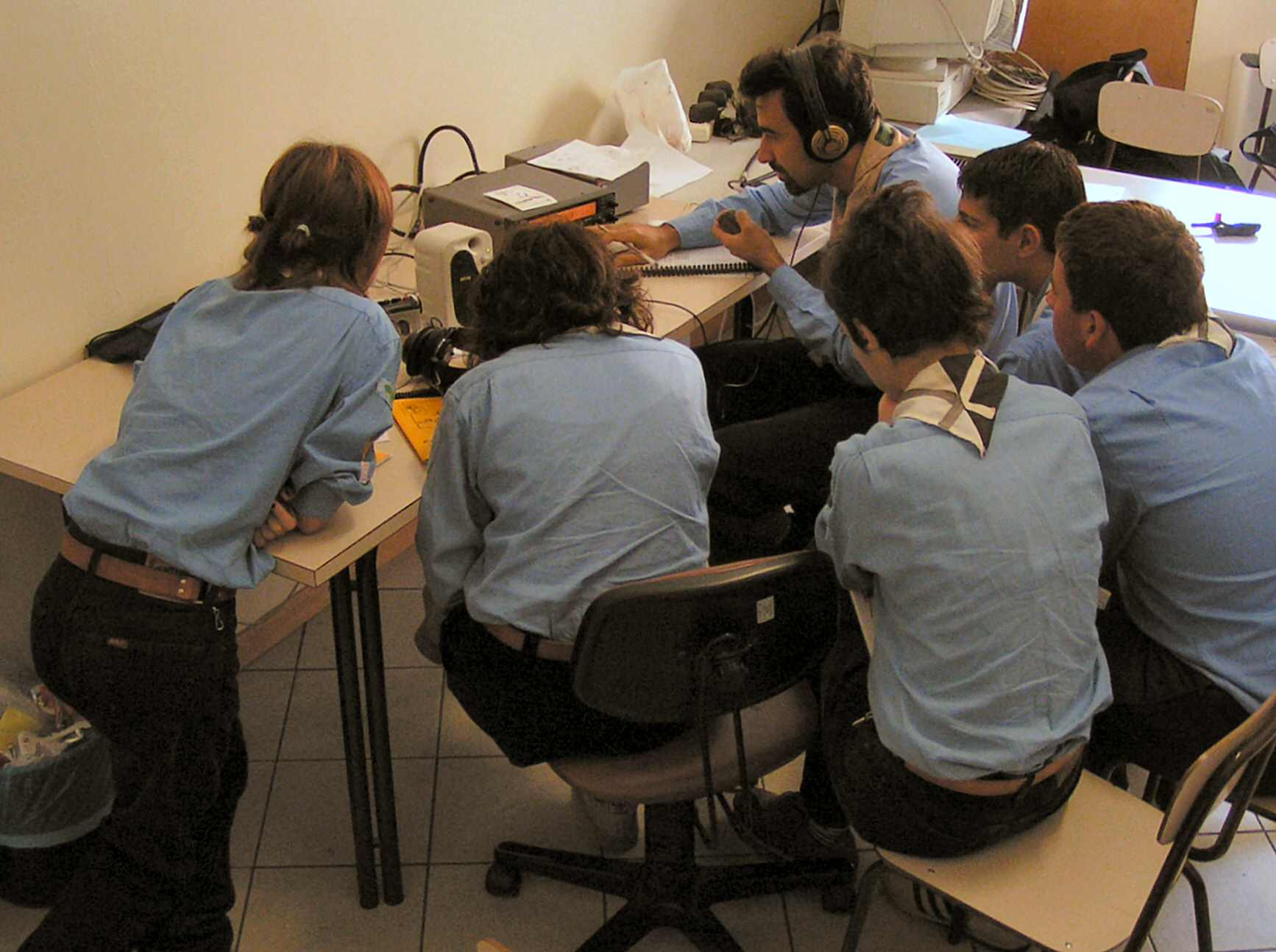
Скауты говорят по радио во время Джамбори On The Air

Помимо слётов, скауты проводят «Джамбори в воздухе» — встречи в радиоэфире, известные под сокращением JOTA (ДЖОТА). Проводится раз ежегодно в третьи выходные октября. Это событие было впервые проведено в связи с пятидесятой годовщиной скаутинга в 1957 году, из Скаутской штаб-квартиры в Тилехурстсе, Беркшир, Великобритания, и было разработано радиолюбителем Л. Митчелом (основатель ДЖОТА), с позывным G3BHK. В настоящее время считается крупнейшим событием запланированной ВОДС на каждый год. В таких слётах принимает участие примерно 500.000 скаутов-радиолюбителей. Эти радиовстречи — дополнение к Всемирному скаутскому Джамбори.

### Джамбори в Интернете
Джамбори в Интернете, известный под сокращением JOTI , является в скаутинге международным событием и проводится ежегодно. Участники со всего мира, с помощью определённых Чатов, могут связаться со своими друзьями-скаутами при помощи Интернета. Общие методы связи включают ScoutLink (IRC), электронную почту, и VOIP.
Впервые JOTI состоялся в 1995 году, когда скаут Норван Фогт, находящийся по студенческому обмену в Нидерландах, из дома, где собирались скауты, наладил связь со скаутами Австралии по выделенныму IRC серверу. По сообщению JOTI.org, известно, что уже в 2005 году в JOTI приняло участие более 4000 участников онлайн в одно время.
I Всемирный JOTI (Скаутское Джамбори в сети Интернет) состоялось 16-18 октября 1997 года и стало Всемирным Скаутским мероприятием, которое будет проводиться одновременно с Всемирным Скаутским Джамбори в воздухе. Цель JOTI состоит в том, чтобы собрать вместе как можно больше людей в определённый отрезок времени с определённой целью. Удобен тем, что можно участвовать в JOTI не выходя из дома и является ещё одной возможностью международных контактов для тех скаутов, которые живут в отдалённых уголках мира.

## Россия на всемирном Джамбори
С 3 по 13 августа 1951 года в австрийском Бад Ишле проходило VII Всемирное скаутское джамбори, участие в котором принимала и ОРЮР. В преддверии этого события 1 июля 1951 года были выпущены зубцовые и беззубцовые марки номиналом в 5 (18), 18 (памятник Петру I, лиловая), 24 (портрет А. В. Суворова, синяя) и 48 пфеннигов (портрет А. С. Пушкина, зелёная) с чёрной надпечаткой в три строки: «VII / Jamboree / 1951». Но это было движение российских скаутов в эмиграции.

### Первое официальное присутствие скаутов из постсоветского пространства на Джамбори
В конце 1980-х годов, на просторах СССР, с приходом демократии, начинается возрождение скаутского движения. Руководство ВОСД, в лице генерального секретаря ВОСД Жака Морейлльона, заместителя генерального секретаря ВОСД по вопросам всемирных мероприятий и партнёрства в новых странах Жана Кассиньо, и при содействии Александра Бондаря (после распада СССР и образования СНГ — директор бюро ВОСД для Союза Независимых Государств (СНГ)) впервые предоставило возможность скаутам изреспублик, входивших в СССР в состав СССР, принять участие во Всемирном Джембори. Так скауты из стран уже бывшего Союза попали на 17-й Всемирный Скаутский Джамбори, который проходил c 8 по 16 августа 1991 г. в Южной Корее, в Сороксанском Национальном Парка, находящемся в 200 км от Сеула, вблизи от границы с Северной Кореей. 17-е Джамбори проходило под девизом: «Много стран, один мир». Примечательно, что незадолго до этого, в 1988 г. в Южной Корее прошли Олимпийские игры.

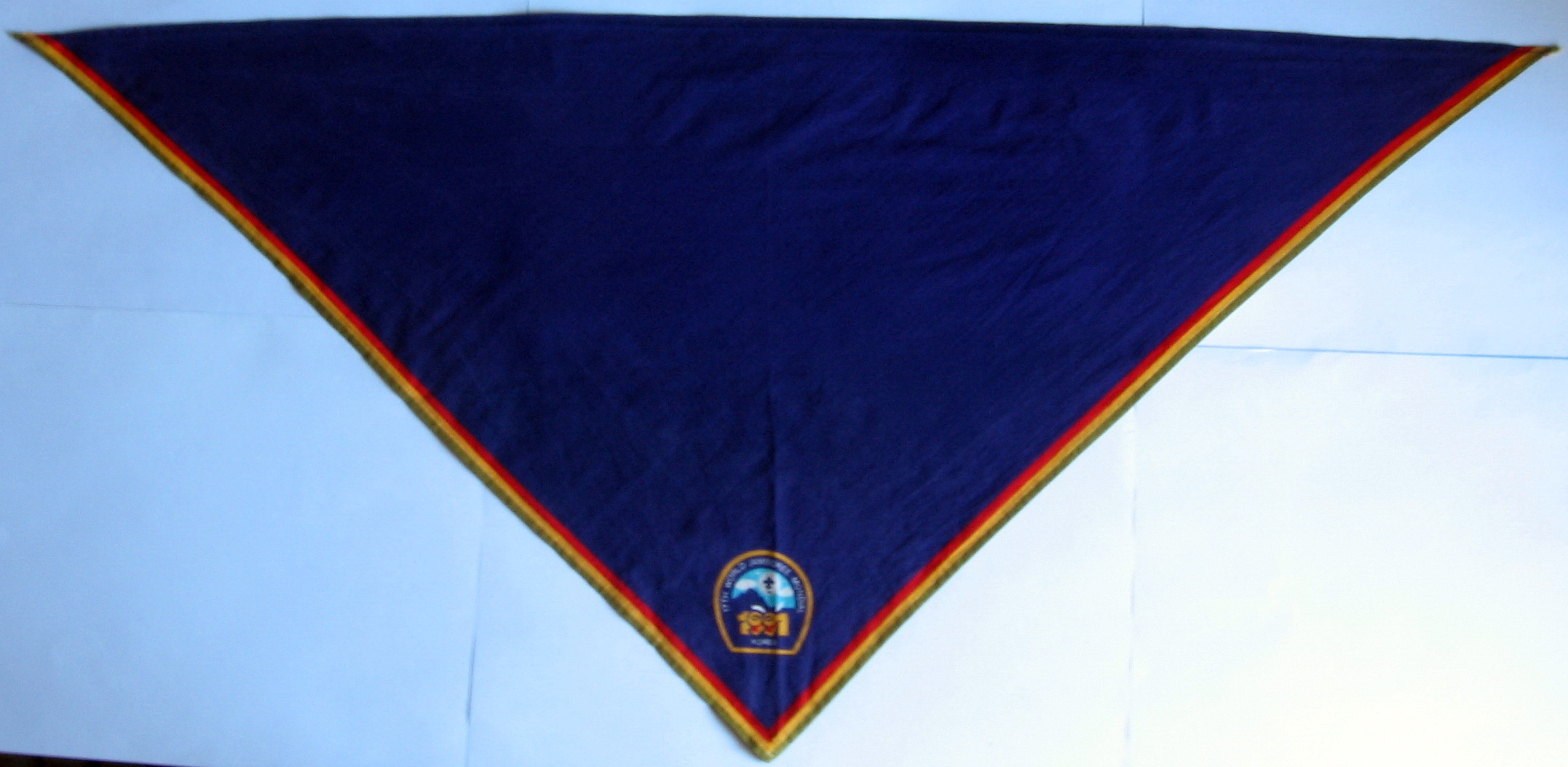
Скаутский галстук с эмблемой 17-го Джембори

Всего представлять республики бывшего Советского Союза поехало 9 скаутов: 3 от России (1 из Москвы (Василий Бернхардт (Гавриленков)), 1 из Свердловска), 2 из Украина, 1 из Белоруссии (Олег Грушецкий), 1 из Литвы, 1 из Латвии, и 1 из Эстонии. У всех были заслуги в развитии скаутского движения в своих регионах. Скауты из России и Белоруссии жили в одной палатке в лагере мальтийских скаутов, которые на момент этого Джамбори являлись опекунами этой группы. Это был лагерь № 16, расположенный в живописном месте, на краю поселения Джамбори — один край лагеря стоял неподалёку от края пропасти, с которого открывался неповторимый вид на Японское море, а неподалёку от лагеря были настоящие тропические джунгли. Кроме скаутских соревнований и испытаний, скауты из постсоветских республик были приглашены на официальный приём, проводимый руководством ВОСД специально для стран, в которых скаутинг возрождался (кроме скаутов из СССР, таковыми были скауты из Чехословакии и Венгрии), либо только начинался. События 17-го Всемирного Джамбори освещалось телепередачей «До 16 и старше», репортёры которой приезжали на это Джамбори и брали интервью у скаутов из России и Белоруссии.

### Всероссийские Джамбори
После начала возрождения скаутинга в России, в 1990 году, возникла традиция Российских Джамбори. Всероссийские Джамбори проводятся крупными всероссийскими организациями. До 1998 года таковыми являлись ФСР (Федерация Скаутов России) и ОРЮР (Организация Российских Юных Разведчиков). В 1998 году, на I Конгрессе руководителей скаутских отрядов России была организована НОРС-Р (Национальная Организация Российских Скаутов-разведчиков), в которую вошли ОРЮР и отряды ФСР. ФСР, как организация, была распущена, а НОРС стала крупнейшей всероссийской скаутской организацией. В то же время, в Москве, была образована вторая всероссийская организация — ВНСО (Всероссийская Национальная Скаутская Организация). Она была немного меньшей организацией, но, через несколько лет, и она была принята в ВОСД, как представитель скаутов России. Таким образом, сейчас в России две всероссийских национальных скаутских организации. Во многих других странах также существует несколько национальных организаций.
НОРС-Р, ОРЮР и РАДС организуют всероссийские Джамбори каждые 3 года. ОРЮР также дополнительно проводит всероссийские слёты, посвященные определённым юбилеям. РСС (Русский Союз Скаутов) тоже проводит периодические Джамбори .

#### Проведение российских Джамбори
| Название | Место проведения, дата                                                         | Организатор        |
| Первый слет ОРЮР в России | п. Толмачево, Ленинградская обл., 1992 г.                                      | ОРЮР               |
| Юбилейный Слет ОРЮР, посвященный 85-летию российского разведчества | п. Малый Утриш Анапского р-на, Краснодарский край, 31 июля — 5 августа 1994 г. | ОРЮР               |
| I Всероссийское Джамбори | Санкт-Петербург, август 1994 г.                                                | ФСР                |
| II Всероссийское Джамбори «Москва-850» | г. Солнечногорск, Московская область, 30 июля — 8 августа 1997 г.              |                    |
| Юбилейный Слет ОРЮР, посвященный 90-летию российского разведчества | п. Лосево, Ленинградская область, 15-22 августа 1999 г.                        | ОРЮР               |
| III Всероссийское Национальное Джамбори Скаутов и Девочек-Скаутов «Волга-2000» | Саратовская область, Марксовский р-н, 31 июля — 8 августа 2000 г.              | НОРС-Р, ОРЮР, РАДС |
| IV Всероссийское Национальное Джамбори Скаутов и Девочек Скаутов «Град Св. Петра 2003», посвященное 300-летию Санкт-Петербурга                                                                        | Лужский район Ленинградской обл. 14-22 июля 2003 г.                            | НОРС-Р, ОРЮР, РАДС |
| Национальное Джамбори Русского Союза Скаутов (РСС) «Ветлуга-2004» | Нижний Новгород, 10-20 июля 2003 г.                                            | РСС                |
| Российское Национальное Джамбори «Жигулевская вольница» | Самарская область, июль-август 2004 г.                                         | ВНСО               |
| Поволжское Джамбори Скаутов «Казань 1000-летняя» | Казань, 21-30 июля 2005 г.                                                     | НОРС-Р             |
| Юбилейный Слет ОРЮР, посвященный 60 -летию Победы в Великой Отечественной войне,15-летию возрождения разведчества в России, 60-летию первого Съезда ОРЮР и 90-летию создания первого отряда разведчиц | Шуя, август 2005 г.                                                            | ОРЮР               |
| Российское Национальное Джамбори «100 костров», посвященное 100-летию скаутского движения | Петрозаводск, 1-10 августа 2007 г.                                             | НОРС-Р             |
| Российское Национальное Джамбори «Новгородская Республика» | Великий Новгород, 1-9 августа 2010 г.                                          | НОРС-Р             |
| VII Российское международное Джамбори скаутов-разведчиков «Уральское измерение» | Пермь, 14-24 июля 2013 г.                                                      | НОРС-Р             |
| VIII Российское Джамбори скаутов-разведчиков «Бородино — 2016» | дер. Бородино, Можайский район, Московская область, 20 июля — 2 августа 2016   | НОРС-Р, ОРЮР       |

## Дата и местопроведения Всемирных скаутских Джамбори
| Год проведения | Название                            | Место проведения                              | Количество участников | Количество стран | Примечания                                                     |
| 1920           | 1-е Всемирное скаутское Джамбори    | Стадион Олимпия, Лондон, Великобритания       | 8.000                 | 34               |                                                                |
| 1924           | 2-е Всемирное скаутское Джамбори    | Ermelunden, Копенгаген, Дания                 | 4.549                 |                  |                                                                |
| 1929           | 3-е Всемирное скаутское Джамбори    | Arrowe Park, Биркенхед, Великобритания        | 50.000                | 73               |                                                                |
| 1933           | 4-е Всемирное скаутское Джамбори    | Гёдёллё, Венгрия                              | 25.793                | ?                |                                                                |
| 1937           | 5-е Всемирное скаутское Джамбори    | Вогелензанг, Блёмендейл, Нидерланды           | 28.750                | 54               |                                                                |
|                |                                     |                                               |                       |                  | Во время Второй мировой войны ни одно Джамбори не проводилось. |
| 1947           | 6-е Всемирное скаутское Джамбори    | Мойсон, Франция                               | 24.152                | 42               |                                                                |
| 1951           | 7-е Всемирное скаутское Джамбори    | Бад Ишль, Австрия                             | 12.884                | 73               |                                                                |
| 1955           | 8-е Всемирное скаутское Джамбори    | Ниагара-он-те-Лейк, Онтарио, Канада           | 11.139                | 71               |                                                                |
| 1957           | 9-е Всемирное скаутское Джамбори    | Саттон Парк, Саттон Колдфильд, Великобритания | 30.000                | 82               | 50-летие основания скаутского движения                         |
| 1959           | 10-е Всемирное скаутское Джамбори   | Лос-Баньос, Лагуна, Филиппины                 | 12.203                | 44               |                                                                |
| 1963           | 11-е Всемирное скаутское Джамбори   | Марафон, Греция                               | 10.394                | 89               |                                                                |
| 1967           | 12-е Всемирное скаутское Джамбори   | Фаррагут Парк, Айдахо, США                    | 12.011                |                  |                                                                |
| 1971           | 13-е Всемирное скаутское Джамбори   | Фудзиномия, Япония                            | 23.758                | 87               |                                                                |
| 1975           | 14-е Всемирное скаутское Джамбори   | Лиллехаммер, Норвегия                         | 17.259                | 91               |                                                                |
| 1979           | (15-е Всемирное скаутское Джамбори) | Нишапур, Иран                                 |                       |                  | Было отменено по причине Исламской революции.                  |
| 1983           | 15-е Всемирное скаутское Джамбори   | Калгари, Канада                               | 14.752                | 97               |                                                                |
| 1987           | 16-е Всемирное скаутское Джамбори   | Сидней, Новый Южный Уэльс, Австралия          | 13.434                | 98               |                                                                |
| 1991           | 17-е Всемирное скаутское Джамбори   | Сораксанский Национальный парк, Южная Корея   | 20.000                | 135              |                                                                |
| 1995           | 18-е Всемирное скаутское Джамбори   | Дронтен, Флеволанд, Нидерланды                | 28.960                | 166              |                                                                |
| 1998/99        | 19-е Всемирное скаутское Джамбори   | Пикардин, Чили                                | 31.000                | 157              |                                                                |
| 2002/03        | 20-е Всемирное скаутское Джамбори   | Сатахип, Таиланд                              | 24.000                | 147              |                                                                |
| 2007           | 21-е Всемирное скаутское Джамбори   | Хайлендс Парк, Челмсфорд, Великобритания      | 40.000                | 158              | 100-летие скаутского движения                                  |
| 2011           | 22-е Всемирное скаутское Джамбори   | Рихаби, Швеция                                |                       |                  |                                                                |
| 2015           | 23-е Всемирное скаутское Джамбори   | Хирахама, Япония                              |                       |                  |                                                                |
| 2019           | 24-е Всемирное скаутское Джамбори   | Глен-Джин, штат Западная Вирджиния, США       |                       |                  |                                                                |
| 2023           | 25-е Всемирное скаутское Джамбори   | Сэмангым, Республика Корея                    | 43.000                | 159              |                                                                |

## Фото Джамбори разных лет

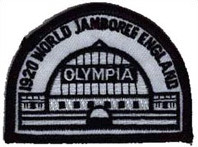
Эмблема 1-го Джамбори
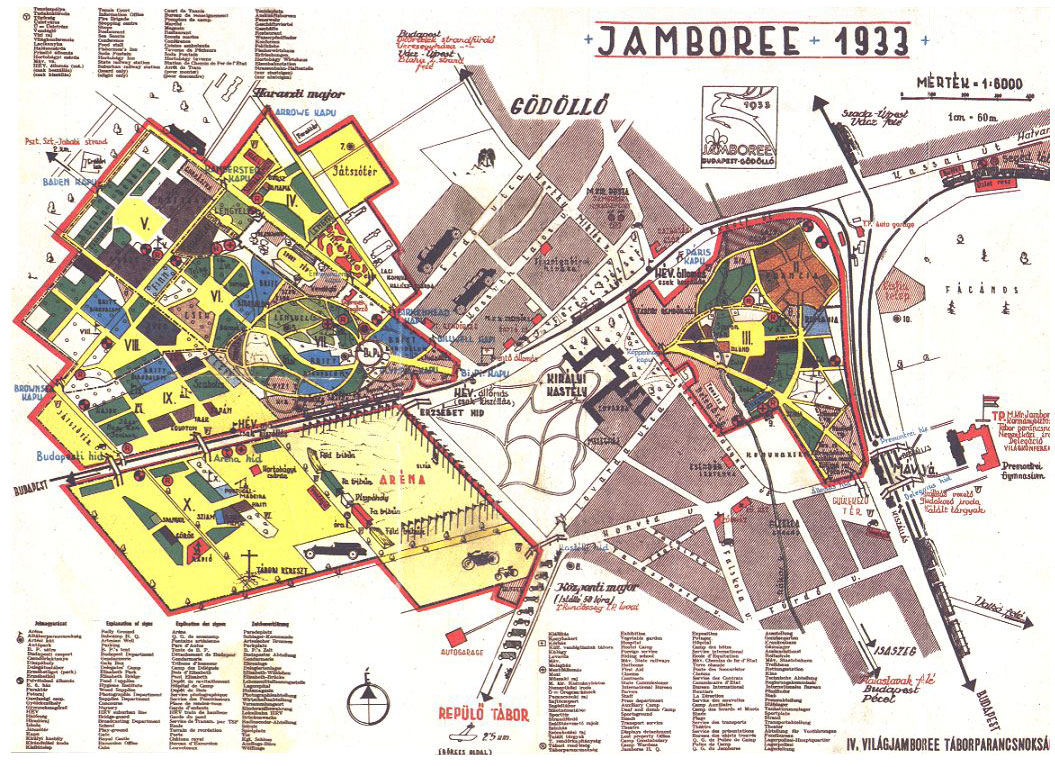
Карта 4-го Джамбори
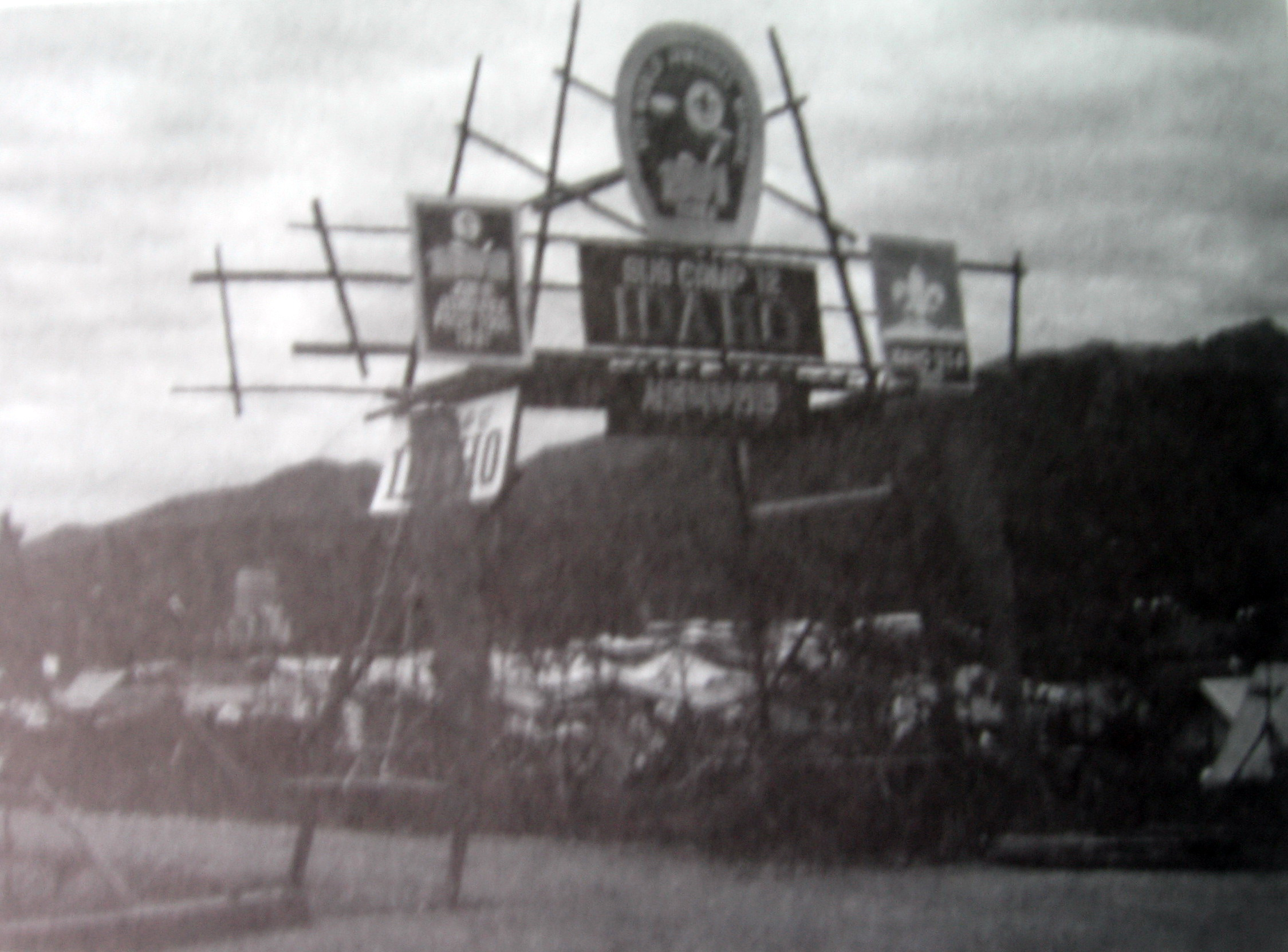
17-й Джамбори, 1991 г. Вход в лагерь скаутов из Айдахо
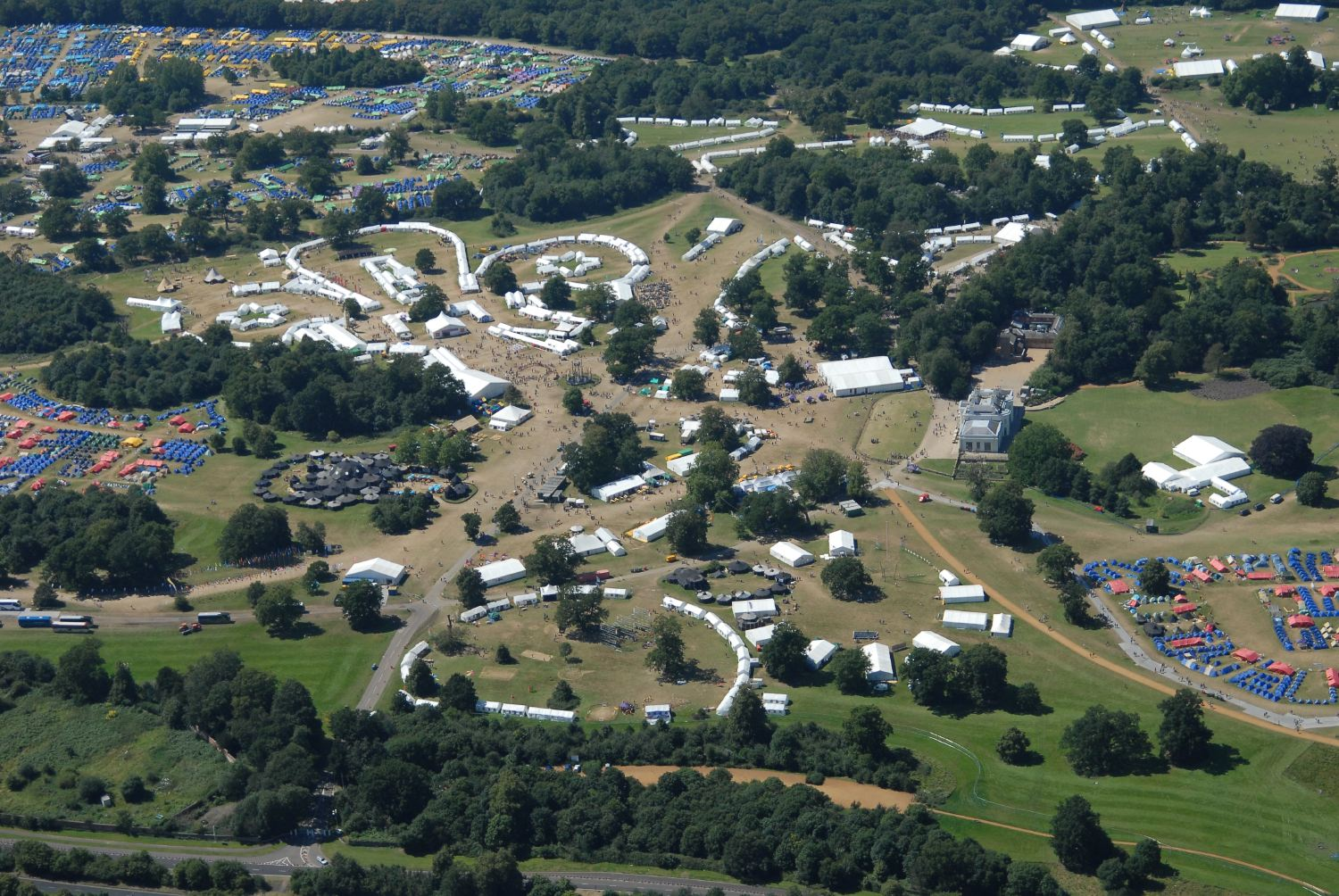
21-й Джамбори с высоты птичьего полёта
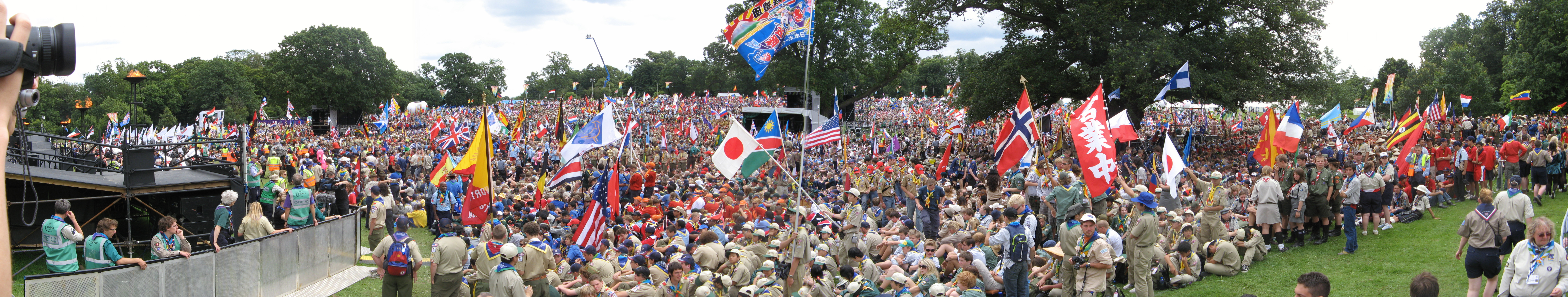
21-е Джамбори
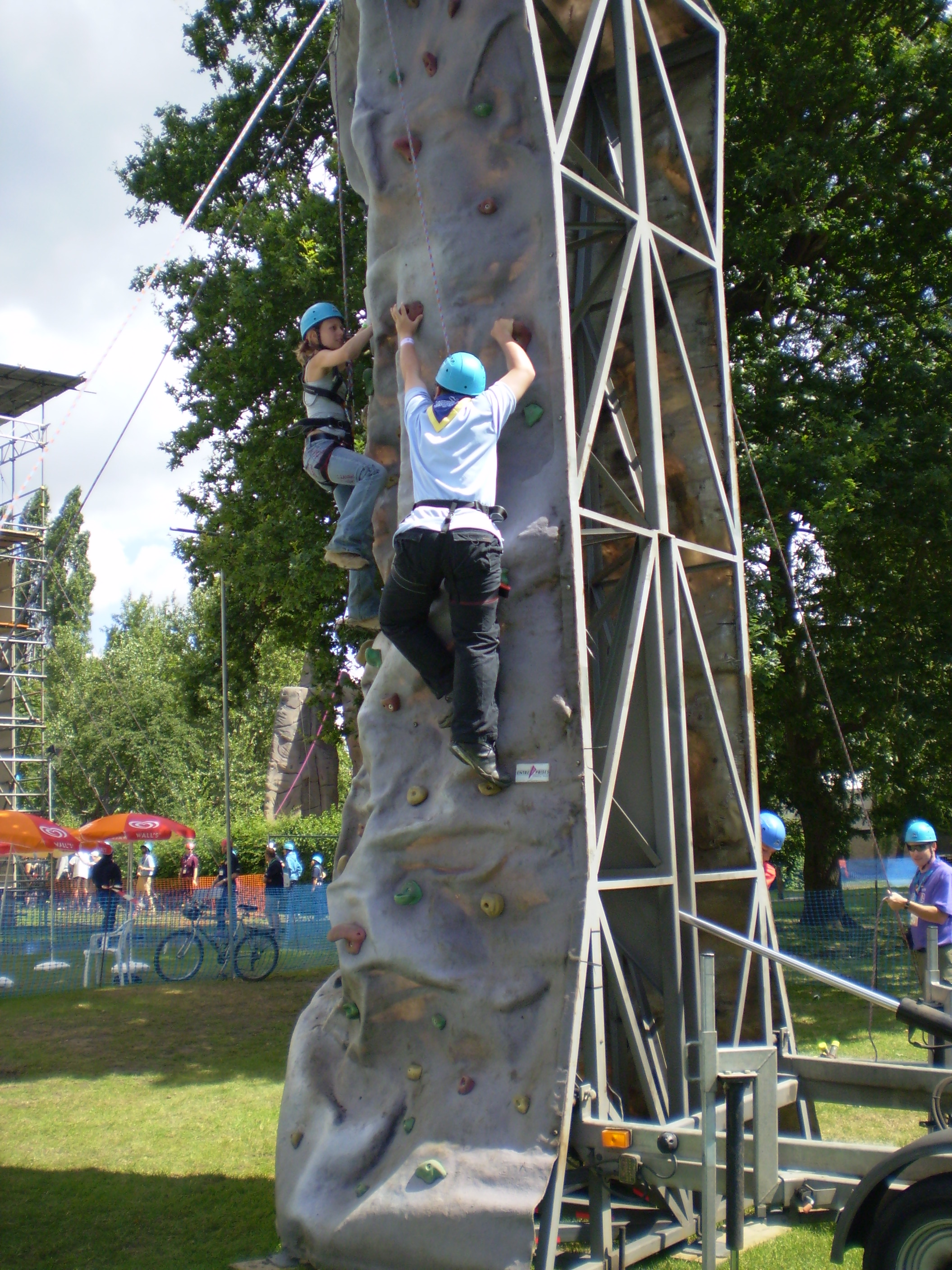
Скаутские испытания на 21-м Джамбори
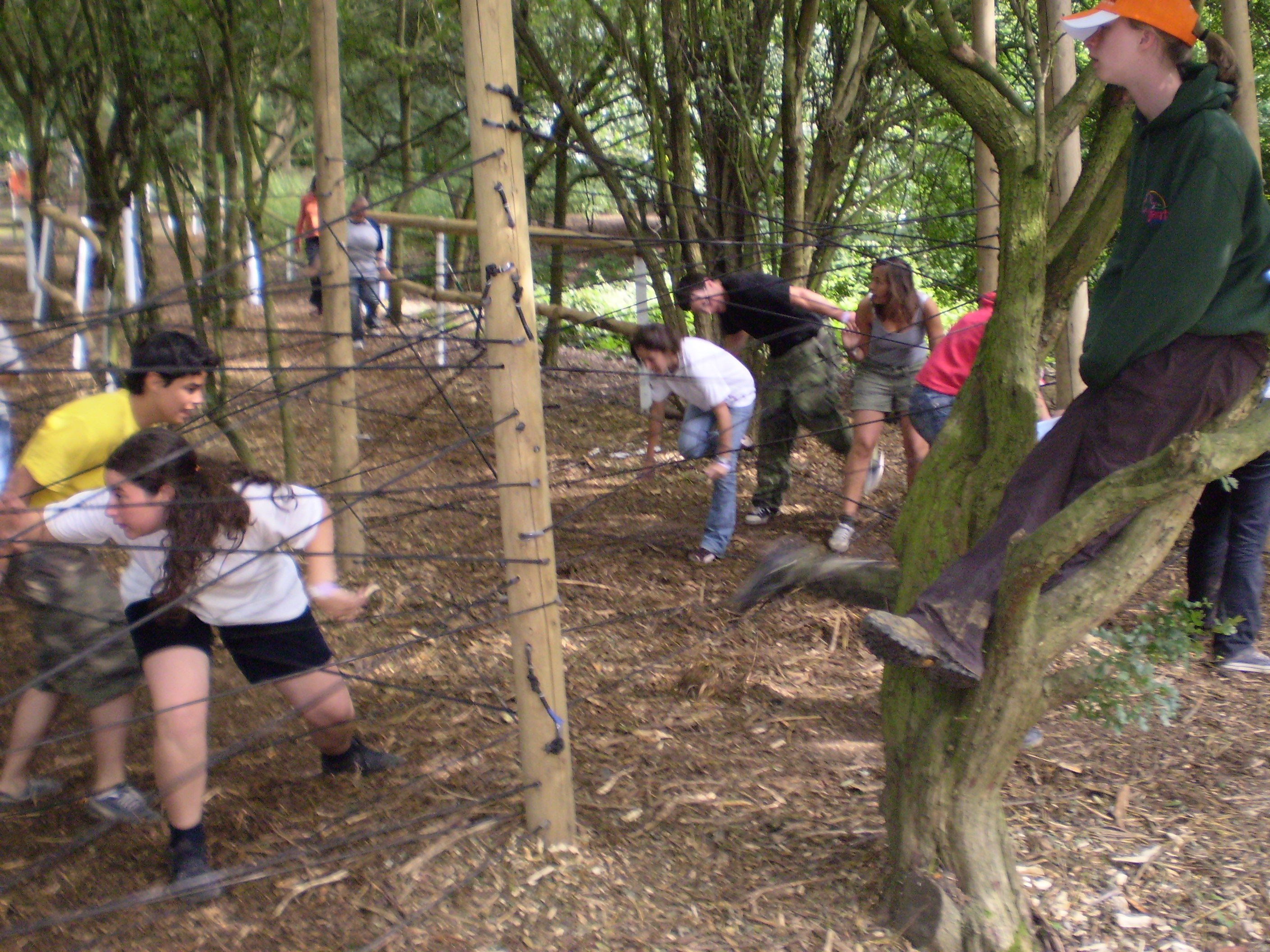
Скаутские испытания на 21-м Джамбори
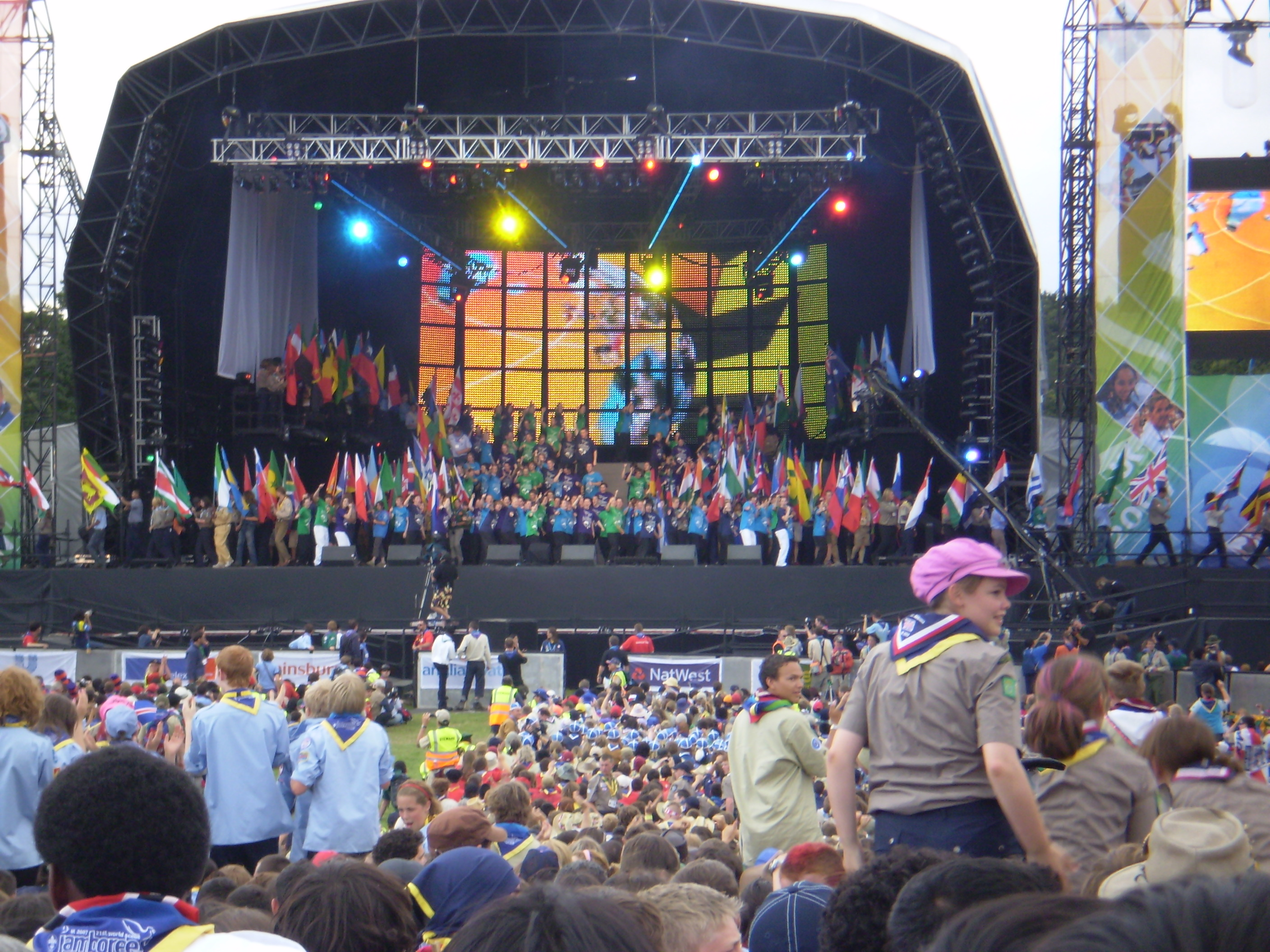
Церемония открытия 21-го Джамбори
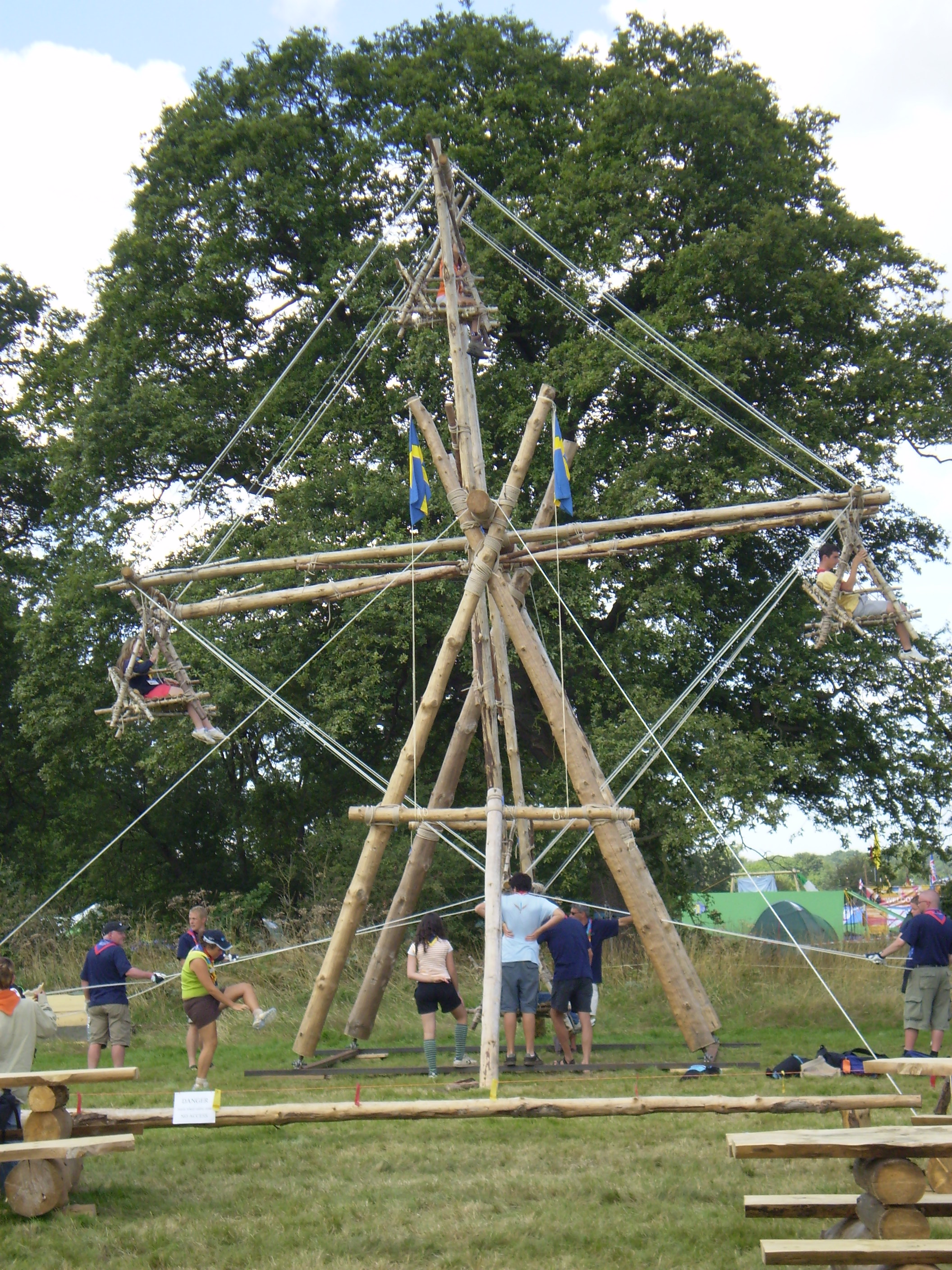
Шведское колесо обозрений
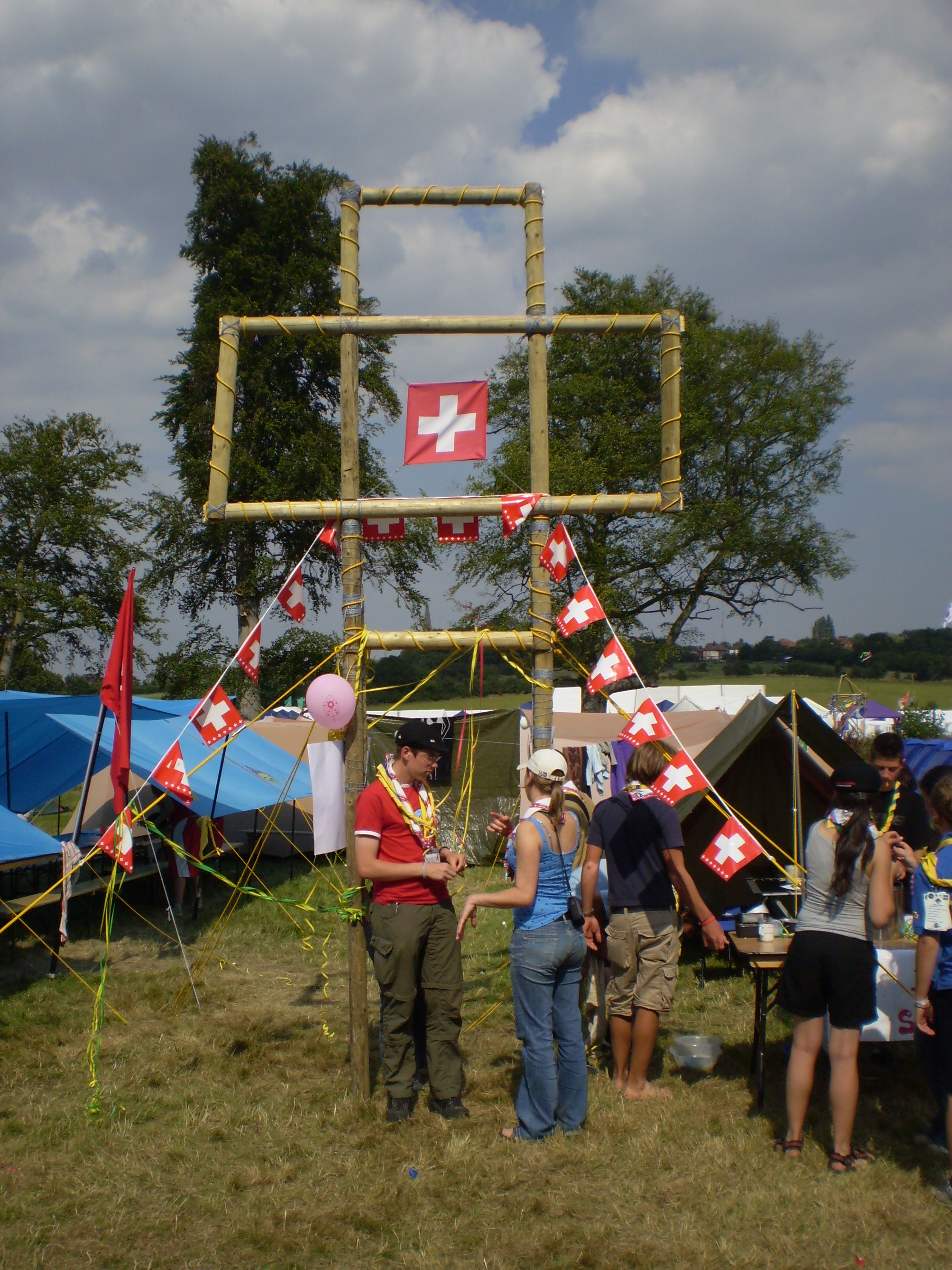
Вход в швейцарский лагерь
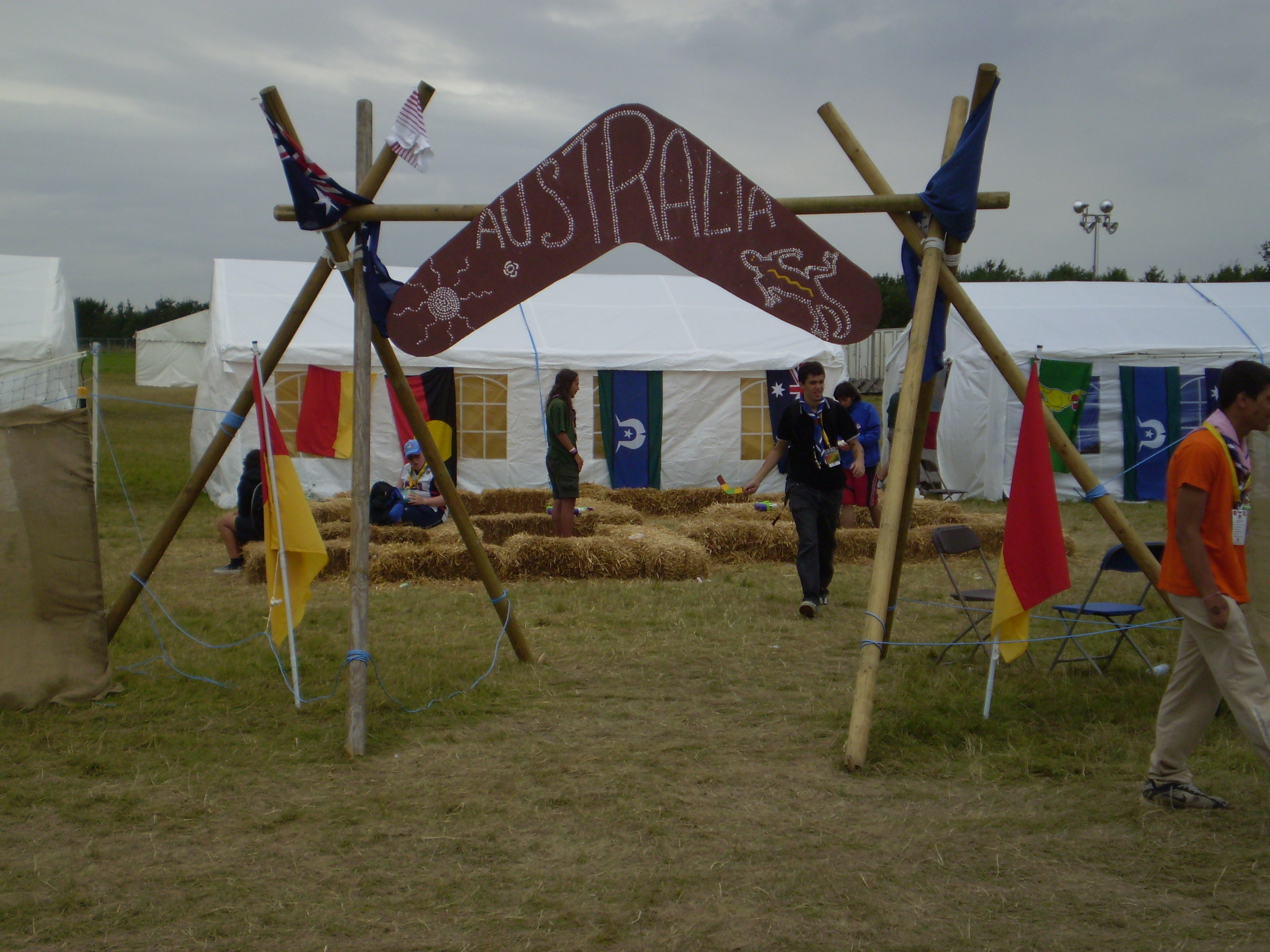
Вход в австралийский лагерь